# イギリス国鉄3形2-6-0蒸気機関車
イギリス国鉄3形2-6-0蒸気機関車（イギリスこくてつ3がた2-6-0じょうききかんしゃ）は、イギリス国鉄の客貨両用蒸気機関車。設計はロバート・リドルズ。イギリス国鉄3形2-6-2T蒸気機関車のテンダー機関車バージョンとして製造され、英国中のほぼすべての本線や支線で動作するように設計されている。シャーシはLMS 4形蒸気機関車に密接に基づいており、グレート・ウェスタン鉄道5101形蒸気機関車および5600形蒸気機関車に採用したグレート・ウェスタン鉄道(GWR)No.2ボイラーの改良型を備え、多くの部品を共有している。

## 設計
設計と製造は、イギリス国鉄3形2-6-2T蒸気機関車とともに旧GWRスウィンドン工場で行われたが、一部はブライトン、ダービー、ドンカスターの各工場で設計された。イギリス国鉄3形2-6-2T蒸気機関車は1952年4月に導入され、本形式は1954年2月に完成した。イギリス国鉄3形2-6-2T蒸気機関車はより多く、45両が製造されていたが、本形式はわずか20両しか製造されなかった。さらに5台製造する計画があったが、キャンセルされた。ボイラーはGWR No.2ボイラーとフランジプレートを共有しているがバレルを短縮した5 13 / 16 インチとドームを加えた。奇妙なことに、本形式はドンカスター工場が設計したイギリス国鉄4形2-6-0蒸気機関車（76XXX）とは動輪のデザインを共有していなかった。他の多くのイギリス国鉄標準蒸気機関車と同様に、シャーシにはLMS 4形蒸気機関車とほぼ同じ部品が多数あり、LMSが設計した多くのコンポーネントを使用したが、モーションブラケットはLMS 2形2-6-0蒸気機関車およびLMS 2形2-6-2T蒸気機関車に取り付けられたものの設計から派生した。多くのより大きなBR規格とは異なり、煙室サドル内の排気蒸気マニホールドは、溶接サドルの一部である鋼製の製造物でした。多くの大規模なBR規格（BR規格クラス6およびクラス7エンジン）では、排気蒸気マニホールドは、製造時にサドルに溶接された鋳鋼でした。彼らはBR2A3,500ガロンの入札を備えていました。構築された機関車のシリンダーカバーには、「ねじ込み」タイプの圧力リリーフバルブが取り付けられていた。1955年9月から、「ボルトオン」タイプの圧力リリーフバルブを組み込んだ更新用に改訂されたシリンダーカバーが導入された。

## 運用
スウィンドン工場で製造されたのは20両、番号77000 - 77019のみだった。運用は主にイギリス国鉄の北東部とスコットランド地方に限定されていたが、77014号は南部地方で稼働していた。77014号は、北東部とロンドンミッドランド地域の機関区に拠点を置いていたが、1966年3月にロンドンミッドランド地域のノースウィッチ機関区から南部地域のギルフォード機関区に移され、1967年7月に廃車。1967年7月9日に南部地域で使用された最後の蒸気機関車になった。数が少ないため、このクラスは「標準形」のアンチテーゼであり、代わりにイギリス国鉄4形2-6-0蒸気機関車およびイギリス国鉄2形2-6-0蒸気機関車と比較される。何両かは、新しいイギリス国鉄3形2-6-2T蒸気機関車を製造するプロジェクトで使用するためにスクラップヤードから復帰したが、いずれも保存されなかった。
| 年   | 運行開始年数 | 廃車年数 | 機関車番号                 |
| ---- | ------------ | -------- | -------------------------- |
| 1965 | 20           | 1        | 77010                      |
| 1966 | 19           | 16       | 77000–01/03–09/11/13/15–19 |
| 1967 | 3            | 3        | 77002/12/14                |